# Ludwig von Bredow
Graf Ludwig von Bredow (* 11. April 1825 in Wettin; † 9. Mai 1877 in Rathenow) war ein deutscher Verwaltungsjurist. Er saß im Reichstag (Norddeutscher Bund).

## Leben
Ludwig von Bredow gehörte dem Lieper Zweig derer von Bredow an. Seine Eltern waren Louise Erdmann (* 21. Juni 1792 in Eisleben; † 22. März 1860 in Liepe) und der Bergrat zu Wettin Ludwig von Bredow. Er selbst besuchte die Landesschule Pforta und studierte Rechtswissenschaft an der Friedrichs-Universität Halle und der Ruprecht-Karls-Universität Heidelberg. 1846 wurde er im Corps Guestphalia Heidelberg aktiv. Als Inaktiver ging er an die Friedrich-Wilhelms-Universität Berlin. Seit 1853 Gerichtsassessor, wechselte er 1861 von der Rechtspflege in die innere Verwaltung des Königreichs Preußen. Er war Landrat des Kreises Westhavelland.
Als Mitglied der Konservativen Partei saß er für den Wahlkreis Potsdam 8 (Westhavelland) ab 1867 im Reichstag des Norddeutschen Bundes und im Zollparlament. Ferner war er seit 1875 Mitglied des Brandenburgischen Provinziallandtages.
Er selbst blieb unvermählt hatte noch die Geschwister Clara von Bredow und Friedrich Ludwig Wilhelm von Bredow auf Liepe. Friedrich Ludwig Wilhelm von Bredow war sein Großvater.